# Rhoicinaria
Rhoicinaria es un género de arañas araneomorfas de la familia Amaurobiidae. Se encuentra en Sudamérica.

## Especies
Según The World Spider Catalog 12.0:
- Rhoicinaria maculata (Keyserling, 1878)
- Rhoicinaria rorerae Exline, 1950